# جيمس غينز
جيمس غينز (بالإنجليزية: James Gaines)‏ هو كاتب سيناريو وممثل أمريكي وفلبيني، ولد في 18 مايو 1955 في ماوي في الولايات المتحدة.

## أعمال

### أفلام
- (1979) القيامة الآن[1]

## وصلات خارجية
- جيمس غينز على موقع IMDb (الإنجليزية)
- جيمس غينز على موقع أول موفي (الإنجليزية)
- جيمس غينز على موقع قاعدة بيانات الفيلم (الإنجليزية)